# کردی زنگنه‌ای
زنگنه‌ای گویشی از کُردی است که به عنوان یکی از گویش‌های کُردی جنوبی دسته‌بندی شده و در میان بخش‌هایی از ایل زنگنه تکلم می‌شود.

## حوزهٔ رواج
کردی زنگنه‌ای در گذشته زبان اصلی مردم زنگنه بوده است و در بخش بزرگی از استان‌های کرمانشاه و همدان تکلم می‌شده است. در حال حاضر این گویش عمدتاً در دهستان هرسم و روستای قلعه هرسم در شهرستان اسلام‌آباد غرب و برخی روستاهای ماهیدشت و سرفیروزآباد در شهرستان کرمانشاه تکلم می‌شود.
گویش کردی زنگنه‌ای قرابت بسیار زیادی با گویش کردی سنجابی دارد که در میان ایل سنجابی رایج است. این بدین دلیل است که بدنهٔ اصلی ایل سنجابی در گذشته بخشی از ایل زنگنه بوده و در قرن نوزدهم از این ایل جدا شده و با به هم پیوستن چند طایفهٔ دیگر ایلی جدید به نام ایل سنجابی را به ریاست حسن‌خان بختیار سنجابی تشکیل داده است. علاوه بر این کردی زنگنه‌ای با لکی شباهت بسیار بالایی دارد و در بسیاری از ویژگی‌ها مشابه است. همچنین این گویش شباهت بسیار بالایی را با کردی کلهری نشان می‌دهد.

## ویژگی‌های دستوری
کردی زنگنه‌ای همانند کردی سنجابی پیشوند /مه/ را در مورد افعال استمراری در خود حفظ کرده و از این نظر به کردی گورانی، باجلانی، هورامی، خزلی و لکی شباهت دارد. اما بر خلاف لکی و هورامی ویژگی ارگاتیو را دارا نیست و از این حیث به کلهری شباهت دارد. در رابطه با ویژگی‌های آوایی و ابدال‌ها نیز این گویش، بیشترین شباهت را با کردی کلهری دارد. همچنین در رابطه با واحدهای زبرزنجیری کردی سنجابی شباهت بسیار بالایی با کردی کلهری و گویش خاص منطقهٔ اسلام‌آباد غرب و گیلانغرب دارد.